# 本洲
本洲，是臺灣高雄市岡山區的一個傳統地域名稱，位於該區西北部。相較於今日行政區，其範圍大致包括本洲里不含東南端、灣裡里西部邊界地帶中至北段。
本地區境內主要聚落為本洲。

## 歷史
台灣日治初期，本洲地區為一街庄，稱為「本洲庄」（舊制街庄），隸屬於維新里。該庄昔日北及東北與北嶺墘庄為鄰，東與灣仔內庄為鄰，南邊隔阿公店溪與前峰庄、港口崙庄為界，西邊為竹仔港庄、烏樹林庄。
1901年（日治明治三十四年）11月11日，全台廢縣廳改設二十廳，該庄隸屬於鳳山廳。1904年（明治三十七年）5月3日，該庄編入「竹仔港區」，隸屬於鳳山廳。1909年（明治四十二年）10月25日，全台合併二十廳為十二廳，竹仔港區改隸屬於臺南廳。1920年（大正九年）10月1日，全台地方制度大改正，廢十二廳改設五州二廳，該庄改制為「本洲」大字，隸屬於高雄州岡山郡岡山街（新制街庄）。
戰後岡山街改制為岡山鎮，隸屬於高雄縣，大字亦改制為里。1950年（民國39年）10月1日，高、屏分治，岡山鎮仍隸屬於高雄縣。2010年（民國99年）12月25日，高雄縣、市合併為直轄高雄市，岡山鎮改制為岡山區。

## 聚落
本地區發展較早的聚落為本洲，在日治初期的官方地圖上已有記載。

## 交通
省道台1線又稱「縱貫公路」，是台北至楓港的傳統平面幹道，經過本地區東北部邊界地帶。由該道路北行可前往路竹區、湖內區、台南市仁德區、東區/南區等地，南行經岡山區岡山市區東邊可前往橋頭區、楠梓區、仁武區西部、左營區東部等地。
市道186號是維新至大樹的道路，經過本地區南部暨主聚落南側。由該道路西行可前往永安區東南部，並止於竹子港地區（今維新里）的省道台17線路口；東行可前往岡山區岡山市區南側、燕巢區、大社區、仁武區等地。
區道高17線是路竹至本洲的道路，其南側端點（終點）位於本地區中部偏西南、主聚落東南郊的市道186號路口。

## 產業
- 岡山本洲產業園區